# Psilochilus carinatus
Psilochilus carinatus är en orkidéart som beskrevs av Leslie Andrew Garay. Psilochilus carinatus ingår i släktet Psilochilus och familjen orkidéer.
Artens utbredningsområde är Colombia. Inga underarter finns listade i Catalogue of Life.